# 중앙초등학교 (춘천시)
춘천중앙초등학교는 대한민국 강원특별자치도 춘천시에 있는 공립 초등학교이다.

## 학교 연혁
- 1945년 10월 15일 춘주공립국민학교 개교
- 1950년 6월 1일 춘주국민학교로 개칭
- 1956년 11월 9일 중앙국민학교로 명칭 변경
- 1996년 3월 1일 중앙초등학교로 개칭
- 2015년 2월 13일 제70회 졸업식(졸업생 총수 16,860명)
- 2015년 3월 1일 제23대 정경균 교장 부임

## 참고 자료
- 중앙초등학교 - 한국교육학술정보원 학교알리미